# تحطم طائرة إليوشن 18 في أسوان عام 1969
تحطم طائرة إليوشن 18 في أسوان عام 1969هو حادث جوي وقع في 20 مارس 1969، عندما تحطمت طائرة إليوشن إيل-18 التابعة للخطوط الجوية العربية المتحدة أثناء محاولتها الهبوط في مطار أسوان جنوب مصر. أسفر الحادث عن وفاة 100 شخص من أصل 105 كانوا على متن الطائرة.

## الحادث
كانت الرحلة خدمة ركاب دولية غير مجدولة من جدة، المملكة العربية السعودية إلى أسوان، مصر. كانت الطائرة تقل الحجاج المسلمين الذين فازوا برحلة حج عن طريق اليانصيب. كان الجو مظلمًا في الصباح الباكر عندما حاولت الطائرة الهبوط وكانت الرياح الرملية قد أدت إلى انخفاض الرؤية إلى 2-3 كيلومترات. بعد محاولتين فاشلتين للهبوط، كانت الطائرة تقوم بمحاولة ثالثة عندما انحرفت إلى اليمين واصطدمت بالجانب الأيسر من المدرج. تمزق الجناح الأيمن وتبع ذلك تسرب للوقود مما تسبب في اشتعال النيران في الطائرة المحطمة.

## السبب
حُدِّدَ السبب المُحتملُ على أنه هبط الطيارُ إلى ما دون الحد الأدنى للارتفاع الآمن دون أن تكون أضواءُ المدرجِ ظاهرةً بوضوح. وكان أحدُ العواملِ المُساهمةِ هو التعبُ الناتجُ عن ساعاتِ العملِ المُتواصلةِ دون فتراتِ راحةٍ مُناسبة.